# Katarzyna Czochara
Katarzyna Beata Czochara z domu Rzeźnik (ur. 3 listopada 1969 w Białej) – polska polityk, nauczycielka i samorządowiec, posłanka na Sejm VIII, IX i X kadencji (od 2015).

## Życiorys
Wychowała się w Olszynce. Jej ojciec był działaczem Solidarności Walczącej. Jest absolwentką filologii germańskiej na Uniwersytecie Wrocławskim (2008). Podjęła pracę w zawodzie nauczycielki języka niemieckiego w Publicznym Gimnazjum nr 1 w Prudniku. Uzyskała kwalifikacje tłumacza w wyuczonym języku. Ponadto jako rolnik zajęła się hodowlą jelenia europejskiego w Moszczance.
Zaangażowała się w działalność polityczną w ramach Prawa i Sprawiedliwości, weszła w skład władz regionalnych tej partii, a do 2019 pozostawała ich przewodniczącą. W 2010 bezskutecznie ubiegała się o mandat radnej Prudnika, w 2011 – o miejsce w Sejmie, zaś w 2014 i 2019 – o stanowisko eurodeputowanej. W 2014 również bezskutecznie ubiegała się o stanowisko burmistrza Prudnika. W tym samym roku została natomiast wybrana na radną sejmiku opolskiego.
W 2015 kandydowała do Sejmu w okręgu opolskim, otrzymując 3857 głosów, co stanowiło 5. wynik wśród kandydatów PiS, któremu przypadły 4 mandaty. Została jednak posłanką VIII kadencji jeszcze w tym samym roku w miejsce Sławomira Kłosowskiego. W Sejmie zasiadała m.in. w Komisji Zdrowia, Komisji Polityki Senioralnej, Komisji Edukacji, Nauki i Młodzieży oraz Komisji Spraw Zagranicznych.
W wyborach w 2019 z powodzeniem ubiegała się o mandat poselski na kolejną kadencję, otrzymując 23 120 głosów. We wrześniu 2020 została przez prezesa PiS Jarosława Kaczyńskiego zawieszona w prawach członka partii za złamanie dyscypliny klubowej, głosując przeciwko nowelizacji ustawy o ochronie zwierząt. W tym samym miesiącu prezes opolskich struktur PiS Violetta Porowska odwołała ją z funkcji pełnomocnika PiS w powiecie prudnickim. W listopadzie 2020 odzyskała prawa członka partii. W wyborach w 2023 utrzymała mandat poselski na kolejną kadencję, zdobywając 20 004 głosy.
W lutym 2024 zadeklarowała ubieganie się o stanowisko burmistrza Prudnika w wyborach samorządowych w tym samym roku; poparcia udzieliły jej Prawo i Sprawiedliwość oraz Suwerenna Polska. W przeprowadzonej 7 kwietnia 2024 pierwszej turze głosowania zajęła drugie miejsce, zdobywając 2323 głosy, co stanowiło 26,88% głosów ważnych. Weszła do drugiej tury głosowania wraz z ubiegającym się o reelekcję Grzegorzem Zawiślakiem. Przegrała w niej ze swoim konkurentem, otrzymując 36,70% głosów.

## Wyniki wyborcze
| Wybory | Komitet wyborczy                         | Komitet wyborczy       | Organ                               | Okręg          | Wynik       |
| ------ | ---------------------------------------- | ---------------------- | ----------------------------------- | -------------- | ----------- |
| 2010   |                                          | Prawo i Sprawiedliwość | Rada Miejska w Prudniku VI kadencji | nr 5           | 100 (4,90%) |
| 2011   | Sejm VII kadencji                        | Prawo i Sprawiedliwość | nr 21                               | 1292 (0,40%)   |             |
| 2014   | Parlament Europejski VIII kadencji       | Prawo i Sprawiedliwość | nr 12                               | 3286 (1,83%)   |             |
| 2014   | Burmistrz Prudnika                       | Burmistrz Prudnika     | 1208 (13,70%)                       |                |             |
| 2014   | Sejmik Województwa Opolskiego V kadencji | Prawo i Sprawiedliwość | nr 4                                | 2754 (5,69%)   |             |
| 2015   | Sejm VIII kadencji                       | Prawo i Sprawiedliwość | nr 21                               | 3857 (1,14%)   |             |
| 2019   | Sejm IX kadencji                         | Prawo i Sprawiedliwość | nr 21                               | 23 120 (5,69%) |             |
| 2023   | Sejm X kadencji                          | Prawo i Sprawiedliwość | nr 21                               | 20 004 (4,17%) |             |
| 2024   | Burmistrz Prudnika                       | Burmistrz Prudnika     | 2323 (26,88%)                       |                |             |
| 2024   | Burmistrz Prudnika                       | Burmistrz Prudnika     | 2698 (36,70%)                       |                |             |